# ジャパンアミューズメントエキスポ
ジャパンアミューズメントエキスポ（Japan Amusement Expo）は、2013年から2020年、2023年の2月に千葉市の幕張メッセで開催されていたアーケードゲームの展示会。主催は2018年までが日本アミューズメントマシン協会（JAMMA）と 全日本アミューズメント施設営業者協会連合会（AOU）で構成されるジャパンアミューズメントエキスポ協議会、2019年以降が日本アミューズメント産業協会（JAIA）。
なお、本項では前身であるアミューズメントマシンショー、AOUアミューズメント・エキスポについても述べる。

## 概要
2012年まで開催されていたアミューズメントマシンショーとAOUアミューズメント・エキスポを統合し、2013年にジャパンアミューズメントエキスポ2013として初開催された。前身となる両イベントより引き続き、アーケードゲーム、メダルゲーム、プライズゲーム向け景品、関連商品（ゲームセンター向けの両替機や消耗品など）が展示される。
2021年、2022年は新型コロナウイルス感染拡大の影響により開催中止。2021年については、代替として業界関係者向けのオンライン商談会が開催された。
2023年は当日券販売なし・入場時間別の前売り券販売を実施。また、同年を以て、幕張メッセでのJAEPO開催が終了する。同年11月25日の東京ビッグサイトでの開催以降は、一般消費者によりフォーカスしたイベントになるとしている。

## 前身

### アミューズメントマシンショー
JAMMA主催の展示会。略称はAMショー。例年秋に開催されていた。
歴史は古く、前述のように2013年で50回目を数えていた。過去には海外でも「アジア・アミューズメントマシンショー」として、1996年に香港、1997年にシンガポール、1998年に上海で、それぞれAMショーを開催した。
1967年
第6回コインマシンショーとして大阪で開催される。アミューズメント工業協会（NAMA）が主催。
1968年
第7回コインマシンショーとして東京で開催される。NAMAが主催。
1969年
第8回遊園施設関連機器ショーとして大阪で開催される。全日本遊園地施設事業協同組合（JRE）とNAMAが主催。
1970年
第9回が東京で開催される。アミューズメントマシンショーという名称では初回となる。
1971年
第10回アミューズメントマシンショーが東京で開催される。
JREとNAMAが統合し、全日本アミューズメント協会（JAA）となり、以降JAAが主催する。
日本遊園施設協会（JREA）設立。
1972年
第11回アミューズメントマシンショーが東京で開催される。
1973年
第12回アミューズメントマシンショーが東京で開催される。
JAAとJREAが合併し、全日本遊園協会（JAA）となる。
1975年
第13回アミューズメントマシンショーが10月10日から13日まで、東京晴海の国際貿易センターで開催される。49社が出展。
1980年
第18回アミューズメントマシンショーが10月8日から10日まで開催される。場所は前回同様。68社が出展。
JAAが12月末に解散し、JAMMA、全日本遊園施設協会（JAPEA）、日本アミューズメントオペレーター協会（NAO）の3団体が設立される。
1981年
第19回アミューズメントマシンショー開催。場所は前回同様。71社が出展。
JAMMA、JAPEA、NAOの3社共催となる。

### AOUアミューズメントエキスポ
AOU主催の展示会。略称はAOUショーまたはAOUエキスポ。例年春に開催されていた。
1982年より開催。当初はAOUの前身組織であるNAOが主催しており、NAOアミューズメントエキスポという名称だった。1985年10月にNAOが再編成されAOUとなったことで、翌1986年の第5回からはAOUアミューズメントエキスポの名称となった。

## 開催日
本イベントは、金・土の2日間で行われ、2日目のみ一般公開も行われている。2017年から2019年まではGzブレインとniconicoの『闘会議』と合同開催となり、3日間開催となった（一般公開は2 - 3日目）。

## イベント

### 接客デモンストレーション
AOUアミューズメントエキスポから引き続き開催されている、AOU加盟オペレーター企業のスタッフによる接客デモンストレーション。ビジネスデーのみ開催。2023年は開催なし。

### 過去開催されていたイベント
みんなのクレーンゲーム選手権
クレーンゲームの全国大会。2005年より開催されていた「全日本クレーンゲーム選手権」が前身で、2010年より「みんなのクレーンゲーム選手権」に改称。JAEPO 2013開催の第3回をもって終了。
コスプレ博 in JAEPO
C-NET主催のコスプレイベント。初回より併催していたが、2015年開催をもって終了。なお、以降もコスプレそのものは禁止していない。
天下一音ゲ祭
全日本アミューズメント施設営業者協会連合会主催のイベント。2014年度から2018年度まで開催。音楽ゲームの全国大会で、前年に予選を行い、会期中に決勝大会を行っていた。
天下一格ゲ祭
JAEPO主催者事業実行委員会、AOU店舗活性推進委員会主催のイベント。2017年のみ開催。対戦型格闘ゲームの大会。
天下一メダゲ祭
アドアーズ主催のイベント。2017年のみ開催。所定枚数のメダル（予選は1万枚、決勝は3万枚）を、制限時間（予選は20分、決勝は45分）内にどれだけ増やせるかを競う。
JAEPO2021オンラインビジネスミーティング
JAEPO 2021の新型コロナウイルス感染拡大の影響による中止や出展企業からの要望受け、業界関係者向けに開催されたオンライン商談会。JAIAが同商談会に出展した企業を対象にアンケート調査を行ったところ、否定的な意見が多く寄せられたため、2022年以降の開催は見送られている。